# كيفن لونغ (متزلج لوحي)
كيفن لونغ (بالإنجليزية: Kevin Long)‏ هو متزلج لوحي أمريكي، ولد في 6 أغسطس 1984.